# Konkurs Eurowizji dla Młodych Muzyków 2010
Konkurs Eurowizji dla Młodych Muzyków 2010 (ang. Eurovision Young Musicians Competition) – 15. edycja Konkursu Eurowizji dla Młodych Muzyków, zorganizowana w Wiedniu. 8 i 9 maja miejsce miały półfinały, w których udział wzięło 15 państw. Z dwóch półfinałów do finału, który odbył się 14 maja, awansowało 7 państw. Wygrała reprezentantka Słowenii - Eva Nina Kozmus.

## Uczestnicy

### I Półfinał
| Lp | Kraj            | Uczestnik            | Wiek | Instrument  | Wynik |
| -- | --------------- | -------------------- | ---- | ----------- | ----- |
| 01 | Wielka Brytania | Peter Moore          | 14   | Puzon       |       |
| 02 | Cypr            | Lambis Pavlou        | 14   | Fortepian   |       |
| 03 | Rumunia         | Ștefan Cazacu        | 16   | Wiolonczela |       |
| 04 | Słowenia        | Eva-Nina Kozmus      | 16   | Flet        | Finał |
| 05 | Niemcy          | Hayrapet Arakelyan   | 18   | Saksofon    | Finał |
| 06 | Rosja           | Daniił Trifonow      | 19   | Fortepian   | Finał |
| 07 | Szwecja         | Mattias Hanskov Palm | 17   | Kontrabas   |       |
| 08 | Holandia        | Dana Zemtsov         | 17   | Altówka     |       |

### II Półfinał
| Lp | Kraj      | Uczestnik                | Wiek | Instrument  | Wynik |
| -- | --------- | ------------------------ | ---- | ----------- | ----- |
| 09 | Austria   | Marie-Christine Klettner | 17   | Skrzypce    |       |
| 10 | Grecja    | Konstantinos Destounis   | 19   | Fortepian   |       |
| 11 | Białoruś  | Ivan Karizna             | 18   | Wiolonczela | Finał |
| 12 | Czechy    | Lukáš Dittrich           | 18   | Klarnet     |       |
| 13 | Norwegia  | Guro Kleven Hagen        | 15   | Skrzypce    | Finał |
| 14 | Polska    | Bartosz Głowacki         | 18   | Akordeon    | Finał |
| 15 | Chorwacja | Filip Merčep             | 18   | Marimba     | Finał |

#### Jury półfinałów
1. Werner Hink
2. Ranko Markovic
3. Aleksandar Marković
4. Ingela Øien
5. Hüseyin Sermet

### Finał
| Lp | Kraj      | Uczestnik          | Wiek | Instrument  | Wynik     |
| -- | --------- | ------------------ | ---- | ----------- | --------- |
| 01 | Chorwacja | Filip Merčep       | 18   | Marimba     | -         |
| 02 | Norwegia  | Guro Kleven-Hagen  | 16   | Skrzypce    | 2 miejsce |
| 03 | Polska    | Bartosz Głowacki   | 17   | Akordeon    | -         |
| 04 | Niemcy    | Hayrapet Arakelyan | 19   | Saksofon    | -         |
| 05 | Białoruś  | Ivan Karizna       | 18   | Wiolonczela | -         |
| 06 | Słowenia  | Eva-Nina Kozmus    | 16   | Flet        | 1 miejsce |
| 07 | Rosja     | Daniił Trifonow    | 19   | Fortepian   | 3 miejsce |

#### Jury finału
1. Péter Eötvös
2. Werner Hink
3. Alexei Ogrintchouk
4. Cristina Ortiz
5. Ben Pateman